# Perivale
Perivale är en förort i kommunen Ealing i Storlondon. År 2011 hade Perivale 15 339 invånare. Från 1894 till 1926 utgjorde Perivale en del av Greenford Urban District. Bland byggnaderna i Perivale märks kyrkan Saint Mary's samt Hoover Building, ritad i art déco. I Perivale återfinns även floden Brent samt naturreservatet Perivale Wood.